# Sarkar (film)
Pour les articles homonymes, voir Sarkar.
Série
Sarkar Raj
(2008)
Pour plus de détails, voir Fiche technique et Distribution.
Sarkar (सरकार) est un thriller indien, réalisé par Ram Gopal Varma, sorti en 2005. Il est le premier volet de la trilogie Sarkar, suivi de Sarkar Raj et Sarkar 3.

## Synopsis
Subhash Nagre (Amitabh Bachchan) que son entourage appelle Sarkar, utilise des méthodes peu avouables pour faire régner l'ordre. L'aîné de ses fils, Vishnu (Kay Kay Menon), est un personnage trouble qui produit des films et s’intéresse de très près aux starlettes qu'il côtoie. Le plus jeune, Shankar (Abhishek Bachchan), vient d'achever ses études aux États-Unis et est amoureux de Pooja (Katrina Kaif) qui nourrit la plus grande méfiance à l'égard des activités de Sarkar. Progressivement, l'intègre Shankar est amené à s’immiscer dans les affaires familiales pour aider son père dans lequel il a toute confiance.

## Fiche technique
Sauf indication contraire, les informations mentionnées dans cette section peuvent être confirmées par la base de données cinématographiques IMDb,  présente dans la section « Liens externes ».
- Titre : Sarkar
- Titre original : सरकार (Sarakaar)
- Réalisateur : Ram Gopal Varma
- Scénario : Manish Gupta
- Direction artistique : Sunil Nigvekar
- Costumes : Raghuveer Shetty
- Son : Parikshit Lalwani, Kunal Mehta
- Photographie : Amit Roy
- Montage : Nipun Gupta, Amit Parmar
- Musique : Amar Mohile
- Paroles : Sandeep Nath
- Production : Parag Sanghavi, Ram Gopal Varma
- Sociétés de production : K Sera Sera, RGV Film Company
- Sociétés de distribution : Kria, Narendra Hirawat & Co
- Budget de production : 150 000 000 ₹
- Pays d'origine :  Inde
- Langues : Hindi, marathi
- Format : Couleurs
- Genre : Drame, action et film de gangsters
- Durée : 120 minutes
- Dates de sorties en salles : 
  -  Inde : 1er juillet 2005

## Distribution
- Amitabh Bachchan : Subhash Nagre / Sarkar
- Abhishek Bachchan : Shankar Nagre
- Tanisha Mukherjee : Avantika
- Katrina Kaif : Pooja
- Kay Kay Menon : Vishnu Nagre
- Rukhsar : Amrita
- Supriya Pathak : Pushpa Nagre
- Anupam Kher : Motilal Khurana
- Ishrat Ali : Khansaab
- Raju Mavani : Vishram Bhagat
- Zakir Hussain : Rashid

## Bande originale
La musique du film est composée par Bapi et Tutul sur des paroles de Sandeep Nath.
- Deen Bandhu interprétée par Reeta Ganguli (4:36)
- Deen Bandhu Theme (4:24)
- Govinda - Song interprétée par Amitabh Bachchan, Kailash Kher, Bapi, Tutul (2:59)
- Govinda - Trance interprétée par Bapi, Tutul, Janaki (3:25)
- Jitni Oochaeeyan  interprétée par Krishna, Farhad (3:27)
- Mujhe Jo Sahi Lagta Hai interprétée par Amitabh Bachchan, Kailash Kher (3:03)
- Sam Dam Bhed interprétée par Kailash Kher (3:29)
- Shaher, Shaher Ke Hazaron Sawal interprétée par Kailash Kher (3:54)
- The Govinda Omen interprétée par un chœur (1:58)
- The Want For Power interprétée par Krishna, Farhad, Prasana Shekhar (2:04)

## Distinctions
| Date            | Distinction     | Catégorie                                     | Nom                            | Résultat   |
| --------------- | --------------- | --------------------------------------------- | ------------------------------ | ---------- |
| 25 février 2006 | Filmfare Awards | Meilleur acteur dans un second rôle           | Abhishek Bachchan              | Lauréat    |
| 25 février 2006 | Filmfare Awards | Meilleur acteur                               | Amitabh Bachchan               | Nomination |
| 25 février 2006 | Filmfare Awards | Meilleur réalisateur                          | Ram Gopal Varma                | Nomination |
| 25 février 2006 | Filmfare Awards | Meilleure performance dans un rôle de méchant | Krishnakumar Kunnath           | Nomination |
| 4 mars 2006     | Zee Cine Awards | Meilleur acteur dans un second rôle           | Abhishek Bachchan              | Lauréat    |
| 4 mars 2006     | Zee Cine Awards | Meilleur son                                  | Parikshit Lalwani, Kunal Mehta | Nomination |
| 17 juin 2006    | IIFA Awards     | Meilleur acteur dans un second rôle           | Abhishek Bachchan              | Lauréat    |
| 17 juin 2006    | IIFA Awards     | Meilleur acteur dans un second rôle           | Amitabh Bachchan               | Nomination |